# المساترية
المساترية فريق من عرش المراعية من أصل أمازيغي من قبيلة زناتة وقد اندمجت مع قبائل المثاليث إحدى فروع قبيلة بني سليم القيسية منذ أن حلو بربوعهم سنة 1232 م في منطقة الوسط الشرقي التونسي تحديداً في عمادة تحمل نفس الاسم بمعتمدية جبنيانة من ولاية صفاقس.